# Sèrra de Sendrosa
La Sèrra de Sendrosa és una serra situada al municipi de Naut Aran a la comarca de la Vall d'Aran, amb una elevació màxima de 2.482 metres.